# Michellie Jones
Michellie Yvonne Jones (ur. 6 września 1969 w Fairfield) – australijska triathlonistka, srebrna medalistka olimpijska z Sydney (2000), multimedalistka mistrzostw świata, przewodniczka niewidomej Katie Kelly, złotej medalistki paraolimpijskiej z Rio de Janeiro (2016).
W 2000 roku wystąpiła na igrzyskach olimpijskich w Sydney. W zawodach kobiet zdobyła srebrny medal olimpijski. W konkurencji tej zajęła 18. miejsce w pływaniu, 5. w wyścigu kolarskim i 3. w biegu, co dało jej 2. miejsce w końcowej klasyfikacji.
W latach 1990–2003 dziesięciokrotnie zdobyła medale mistrzostw świata w triathlonie (dwa złote, dwa srebrne i sześć brązowych).
W 2016 roku wzięła udział jako przewodniczka w igrzyskach paraolimpijskich w Rio de Janeiro. Jej podopieczna, Katie Kelly, zdobyła złoty medal w paratriathlonie w kategorii PT5 (osoby niewidome).